# Simpósio (Xenofonte)
Simpósio ou Banquete (em grego: Συμπόσιον) é uma obra do autor grego Xenofonte que registrou a discussão de Sócrates e seus convivas num simpósio organizado por Cálias para Autólico, filho de Licão — identificado por alguns estudiosos como o Licão que posteriormente foi um dos acusadores de Sócrates durante seu julgamento. A obra se passa em 421 a.C.
Enquanto o Simpósio de Platão consiste de uma série de longos discursos louvando o amor, o de Xenofonte é dominado por comentários e réplicas espirituosas. Um duelo de palavras surge entre Sócrates e Cálias, e pede-se a cada um dos participantes do simpósio que descreva aquilo do qual ele mais se orgulha. Todas as respostas são bem-humoradas ou paradoxais; Sócrates, por exemplo, se orgulha por seu conhecimento da arte da cafetinagem. A história atinge seu clímax quando Sócrates louva o amor que Cálias tinha por Autólico.